# Synalpheus fritzmuelleri
Espèce
Synonymes
- Synalpheus fritzmuelleri var. caribaea Verrill, 1922[2]
- Synalpheus fritzmuelleri var. carolinensis Verrill, 1922[2]
- Synalpheus fritzmülleri Coutière, 1909[2]
- Synalpheus fritzmülleri elongatus Coutière, 1909[2]

Synalpheus fritzmuelleri est une espèce de crevettes marines de la famille des Alpheidae.

## Habitat et répartition
Cette crevette est une espèce présente en milieu tropical, à une profondeur de zéro à 75 mètres. 
Elle se trouve dans les eaux de l'est du Pacifique, du sud et de l'ouest Atlantique et notamment dans le golfe du Mexique, au large des États-Unis, des Bermudes au Brésil. 